# Azolla filiculoides
Azolla filiculoides — растение рода Азолла, произрастающее в тёплых умеренных и тропических регионах Америки, а также в Азии и Австралии.
Это плавающий водяной папоротник с очень быстрым ростом, способный распространяться по поверхности озёр, и может обеспечить полный охват водной поверхности всего за несколько месяцев. Каждое растение по 1—2 см в ширину, по краям окрашено в розовый, оранжевый или красный цвет, свободно ветвится и по мере роста разбивается на более мелкие участки. Не переносит низких температур, и в умеренном климате зимой в основном погибает, выживая за счёт почек, расположенных под водой. Как и другие виды Азоллы, может проводить азотфиксацию из воздуха.
Ископаемые окаменелости известны из нескольких мест в Европе (Hyde et al. 1978).

## Идентификация
Единственный верный способ отличить этот вид от Azolla cristata (долгое время ошибочно известного как A. caroliniana) — исследовать трихомы на верхних поверхностях листьев. Трихомы представляют собой небольшие выступы, создающие водонепроницаемость. Они одноклеточные у A. filiculoides, но септатные (двухклеточные) у A. cristata.

## Культивирование
Этот вид был интродуцирован во многие регионы Старого Света, где выращивался благодаря своей способности к фиксации азота, которая может быть использована для увеличения темпов роста культур, выращиваемых в воде, например, риса, или путём удаления из озёр для использования в качестве удобрения. Он стал натурализованным, иногда также инвазивным видом, в нескольких регионах, включая Западную Европу, южную часть Африки, тропическую Азию и Новую Зеландию.

## Галерея

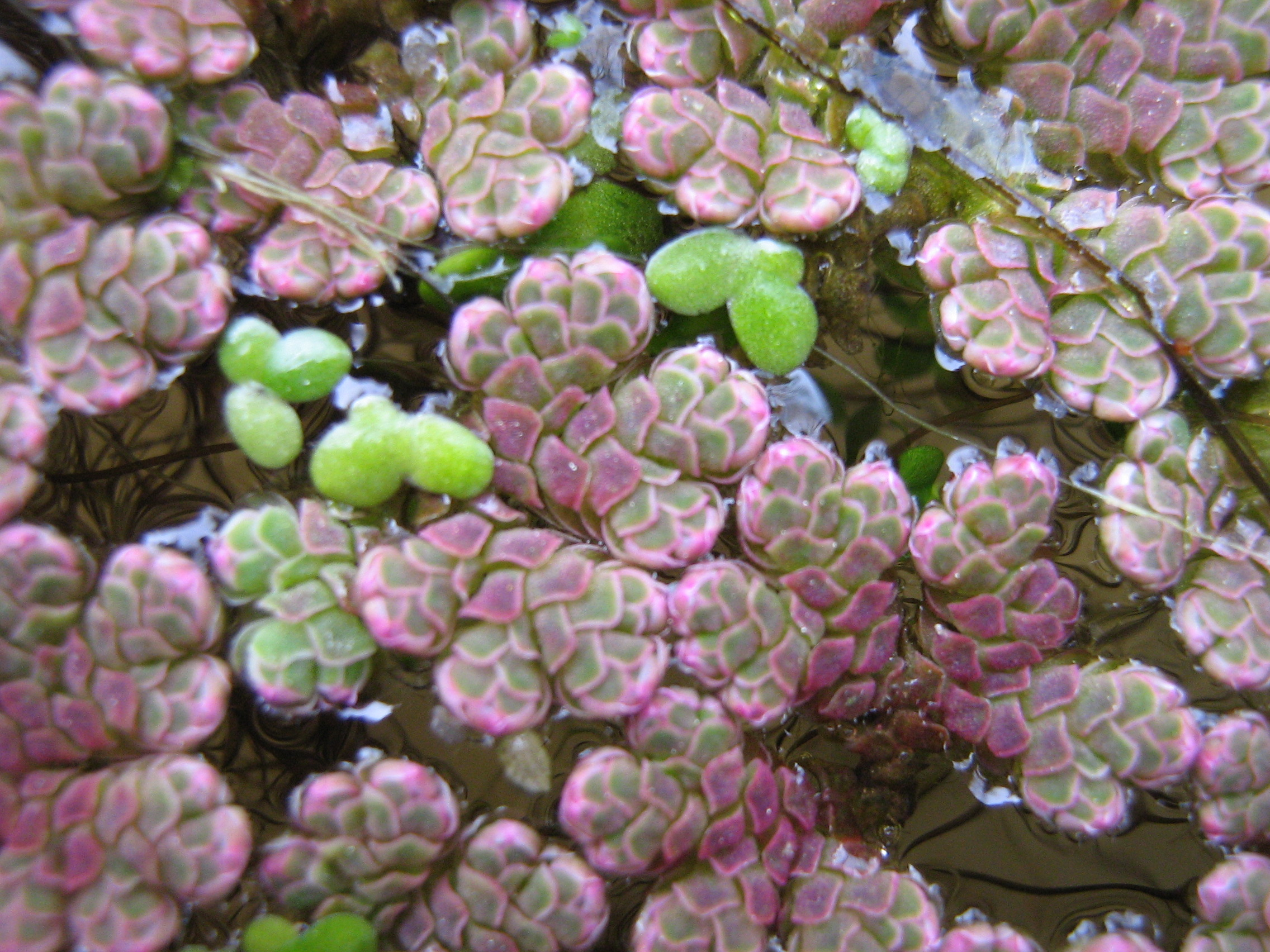
Azolla filiculoides
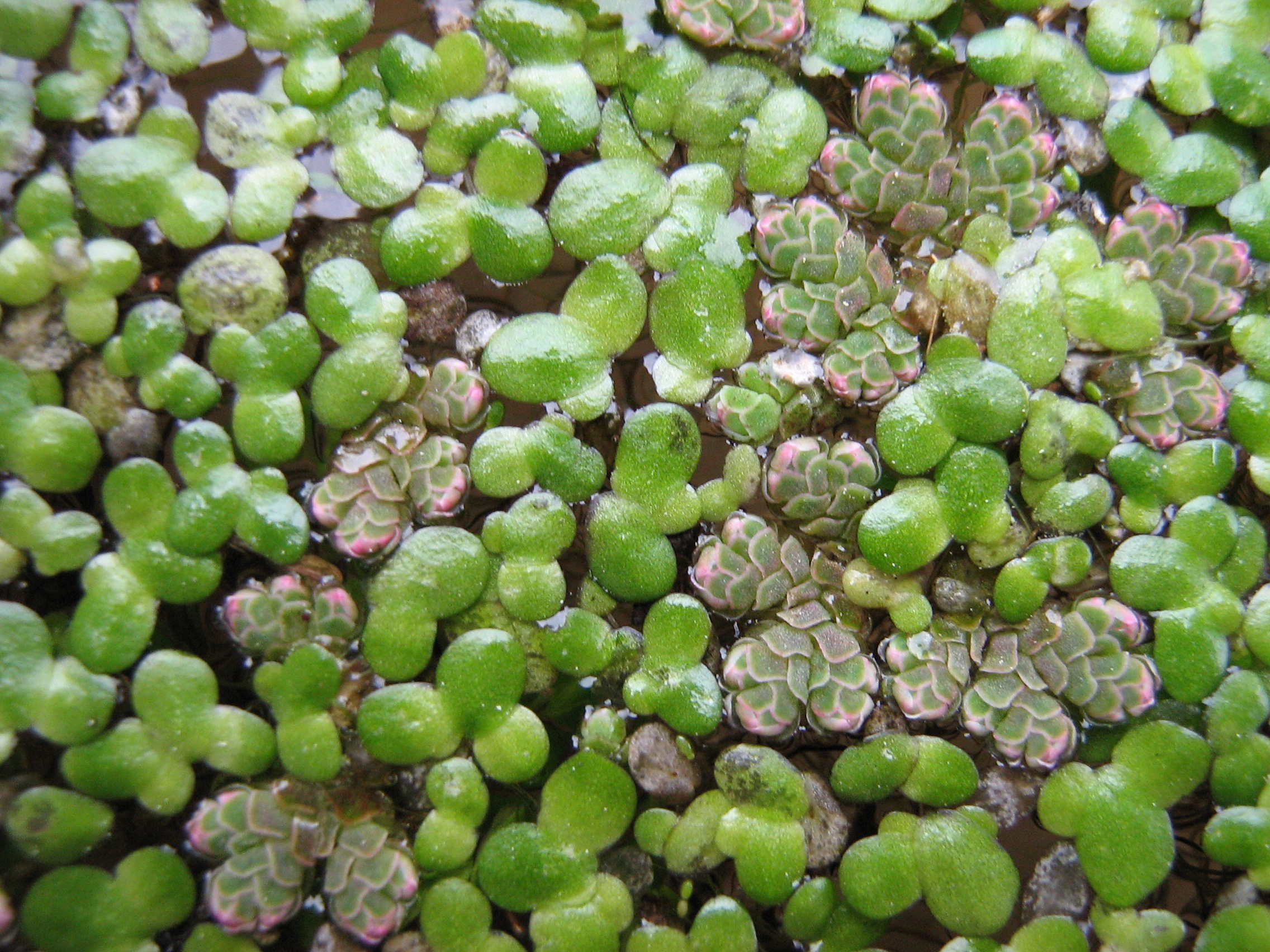
Azolla filiculoides (с розовым оттенком) растёт вместе с Lemna minor
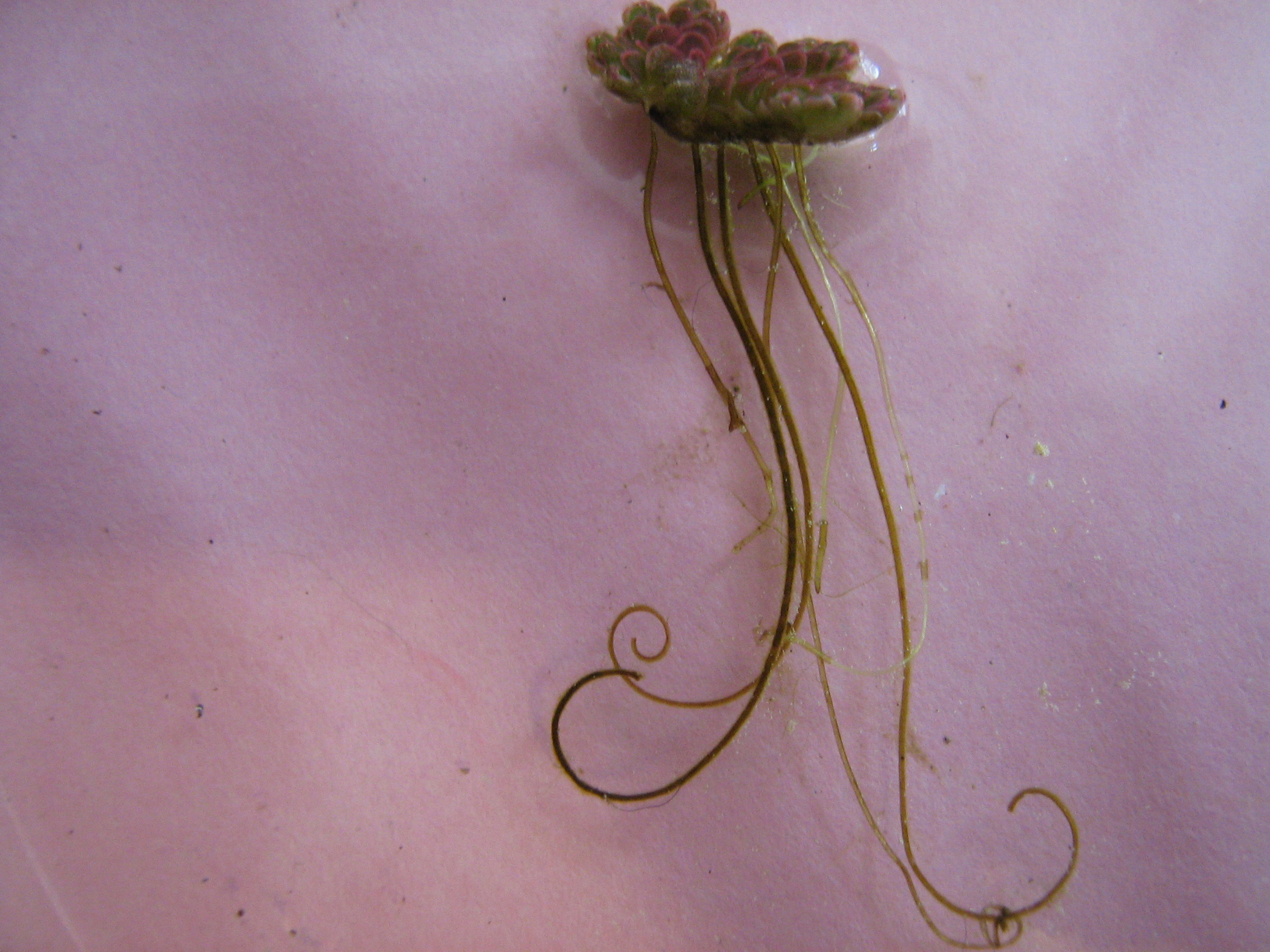
Одиночная Azolla filiculoides с корнями